# Шолем, Гершом
Гершом Шо́лем (нем. Gershom Scholem, собственно нем. Gerhard Scholem; 5 декабря 1897, Берлин — 21 февраля 1982, Иерусалим) — еврейский философ, историк религии и мистики, в особенности каббалы.

## Биография
Учился ивриту и Талмуду у берлинского раввина. Изучал математику, философию и иврит в Берлинском университете, где сблизился с Мартином Бубером, Вальтером Беньямином, Готлобом Фреге, Шмуэлем Агноном, Хаимом Бяликом и др. В 1919 году окончил Мюнхенский университет по специальности семитские языки.
В 1923 году эмигрировал в Палестину, где сосредоточился на изучении иудейской мистики. Возглавил отдел иудаики в Национальной библиотеке, читал лекции в Еврейском университете Иерусалима. Первый преподаватель иудейской мистики в университете с 1933 по 1965 год, затем почётный профессор.
В 1950—1960-х годах входил в круг международного и междисциплинарного ежегодника «Эранос», объединявшего исследователей архаики и мистики (К. Г. Юнг, К. Кереньи, М. Элиаде, А. Корбен, Л. Массиньон и др.). Шолем также состоял в многолетней переписке с Вальтером Пагелем.
Один из основателей Израильской академии наук, её президент в 1968—1974 годах.
Семья
Старший брат — Вернер Шолем, один из лидеров Коммунистической партии Германии, погиб в Бухенвальде в 1940 году.
Творчество
Крупнейший исследователь каббалы, Шолем противопоставил свой подход к еврейской мистике, еврейскому языку и еврейскому мессианству (Шабтай Цви) позитивистским традициям исторических и филологических исследований иудаизма, сложившимся в Германии XIX в.
Воздействие
Работы Шолема по иудейской мистике оказали влияние на Борхеса (с которым он встречался в Иерусалиме), Умберто Эко, Жака Деррида, Джорджа Стайнера, Харольда Блума. Шолем возражал против смертного приговора Адольфу Эйхману и критически отнёсся к книге Ханны Арендт «Эйхман в Иерусалиме» (1963), увидев в ней недостаток солидарности с еврейством.

## Награды и признание
- 1958 — Государственная премия Израиля
- 1961 — Ротшильдовская премия
- 1974 — Премия Харви
- 1976 — Членкор Британской академии
- 1977 — Литературная премия имени Бялика
- Почётный доктор многих университетов мира

## Труды
- Major trends in Jewish mysticism (1941)
- Zohar, the Book of splendor (1949)
- Von der mystischen Gestalt der Gottheit. Studien zu Grundbegriffen der Kabbala (1962)
- On the Kabbalah and its symbolism (1965)
- Über einige Grundbegriffe des Judentums (1970)
- The Messianic Idea in Judaism and Other Essays on Jewish Spirituality (1971)
- Walter Benjamin — die Geschichte einer Freundschaft (1975)
- On Jews and Judaism in crisis: selected essays (1976)
- From Berlin to Jerusalem: memories of my youth (1980)
- Walter Benjamin: the story of a friendship (1981)
- Walter Benjamin und sein Engel. 14 Aufsätze und kleine Beiträge (1983)
- Briefe. Bd. 1: 1914—1947; Bd. 2: 1948—1970; Bd. 3: 1971—1982. München: C.H. Beck, 1994—1999

Публикации на русском языке
- Вальтер Беньямин и его ангел // Иностранная литература, 1997, № 12
- Из переписки Вальтера Беньямина с Гершомом Шолемом // Беньямин В. Франц Кафка. М.: Ad Marginem, 2000, с. 143—184
- Наука о еврействе, её достижения и перспективы // Евреи в современном мире. Т. 1. Иерусалим; Москва: Гешарим; Мосты культуры, 2003, с. 466—470
- Основные течения в еврейской мистике. Москва; Иерусалим: Мосты культуры, Гешарим, 2004
- Вальтер Беньямин — история одной дружбы. М.: Grundrisse, 2014